# Periskop (oddaja)
Periskop je bila mladinska izobraževalna oddaja, ki jo je TV Ljubljana predvajala med februarjem 1985 in zimo 1991.
Koncept je zasnoval takratni urednik otroškega in mladinskega programa Janez Lombergar, končno ime oddaje z delovnim imenom Pionirski tednik je bila ideja Borisa A. Novaka, prepoznavni simbol – električni klobuk pa zamisel ekipe NSK. Urednica je bila novinarka Tatjana Trtnik, režiser je bil pogosto Franc Arko.
Voditelj je bil, razen v krajšem obdobju, Gojmir Lešnjak - Gojc, ki je bil iz studia v stiku s terensko ekipo, ki se je glede na temo oddaje javljala z raznovrstnimi prispevki. Gojcu so se v studiu pridružili tudi gosti. S terena se je javljal Jos Zalokar, z iznajdljivimi in pogosto improviziranimi humornimi vložki je popestril izobraževalne vsebine, ki jih je sicer predstavljal. Josu se je kmalu pridružila tudi Desa Muck. Posebno terensko ekipo sta predstavljala tudi dva najstnika, ki sta raziskovala in o temi poizvedovala skozi oči mladostnikov. Najprej sta bila to Majda Koroša in Matej Strah, za njima pa se je zvrstilo še nekaj najstnikov, med drugimi Blažka Müller, Vojko Odlazek in Rok Lindtner. Pomoč v ekipi so v določenih obdobjih tvorili tudi Janez Škof (voditelj namesto Gojmirja Lešnjaka, ki je odšel 1989), Janez Vejevec (med služenjem vojaškega roka je nadomeščal  Gojmirja Lešnjaka), Roman Končar in drugi igralci. V oddaji so bile pogosto tudi glasbene točke, ki so jih je večinoma izvajali Gojmir Lešnjak in skupina 12. nasprotje, besedila pesmi sta pisala predvsem Boris A. Novak in Janez Hvale. Boris A. Novak je izdal tudi pesniško zbirko Periskop.
Oddaja se je dokončno zaključila s krajšo izobraževalno-komično igrano serijo Pri Periskopovih.
Pod priljubljeno Periskopov znamko pa je bilo v nadaljevanju ustvarjeno še nekaj drugih projektov, na primer: Periskopov raček - Programski jezik Logo, (osem televizijskih oddaj za učenje računalništva iz 1991)
Nekaj naslovov obravnavanih tem oddaj Periskop:
Bosna (1987), Delfini (1989), Gasilci, Gledališče (1985), Makedonija, Pionirji (1985), Smučanje 1 in 2 (1985), Radijski valovi, Televizija
Fotografija 1 in 2, Ekologija, Morje, Film, Na kolo, Informacije, Kmetovalec, Lutke, Ta vojaška...
V letih 2004-2006 je skoraj identičen format oddaje s terensko ekipo dveh vedoželjnih najstnikov na TV Slovenija ponovila oddaja Potepanja kjer sta bila najstnika Eva Kraš in Akira Haswgava, sodeloval pa je tudi Jos Zalokar znan iz Periskopa.

## Glasba
Založba Partizanska knjiga je v sodelovanju z Uredništvom otroškega in mladinskim programom TV Ljubljana izdala tudi kaseto z zbranimi najboljšimi pesmimi iz oddaje - Pesmi iz Periskopa - pesmi za klobučnice in klobučnike iz TV oddaje Periskop, pesmi izvajajp Gojmir Lešnjak - Gojc in skupina 12. nasprotje.
Glasba iz oddaje:
1. "Kvišku periskop" (Boris A. Novak, Gojmir Lešnjak / Tomaž Kozlevčar)
2. "Televizija" (Boris A. Novak, Gojmir Lešnjak / Tomaž Kozlevčar)
3. "Fotografija" (Boris A. Novak, Gregor Strniša / Gregor Strniša)
4. "Ekologija" (Boris A. Novak, Vojko Sfiligoj / Dragan Trivić, Vojko Sfiligoj)
5. "Morje" (Boris A. Novak, Vojko Sfiligoj / Dragan Trivić, Vojko Sfiligoj)
6. "Film" (Vojko Sfiligoj / Vojko Sfiligoj)
7. "7. kontinent" (Janez Hvale, Vojko Sfiligoj / 12. nasprotje)
8. "Na kolo" (Janez Hvale, Marjan Lebar / 12. nasprotje)
9. "Informacije" (Janez Hvale, Slavko Lebar / 12. nasprotje)
10. "Kmetovalec" (Janez Hvale, Vojko Sfiligoj / 12. nasprotje)
11. "Lutke" (Janez Hvale / 12. nasprotje)
12. "Ta vojaška" (Janez Hvale, Marko Bitenc / 12. nasprotje)

Izsek iz teme Kvišku periskop je v pesmi Moja lepa soseda (2018) uporabil Klemen Klemen.